# تسرب غاز في ميناء العقبة
وقع حادث تسرب غاز في ميناء العقبة، جنوب الأردن، في يوم 27 حزيران 2022، وكان سببه سقوط صهريج معبأ بمادة غازية سامّة أثناء نقلهِ ما أدى إلى تسرب وانتشار سحابة سامّة على مساحة بلغ نصف قطرها حوالي كيلومتر (1.9 ميل)، مما أثر على المناطق المجاورة. وصل عدد الوفيات إلى 14 وأصيب أكثر من 265 آخرون، وقال مدير هيئة الميناء أن الغاز السام المتسرب هو غاز الكلورينين. ويحتوي الصهريج بين 25 و30 طنا من المادة السامة.

## خلفية
ميناء العقبة هو الميناء الوحيد في الأردن ، ويقع على بعد حوالي 16 كيلومترًا (9.9 ميل) جنوب مدينة العقبة، وهي وجهة سياحية شهيرة داخل البلاد.

## الحادث
في 27 يونيو 2022، الساعة 16:15 بالتوقيت المحلي، كانت آلة رافعة تقوم بتحميل إحدى حاويات تخزين المواد الكيميائية المضغوطة على سفينة نقل الحاويات فورست 6 للتصدير إلى جيبوتي فشل نظام كابلات الرافعة، وسقطت حاوية واحدة تحتوي على حوالي 25 طنًا (55000 رطل) من الكلور على السفينة وتمزق الغلاف الخارجي، مما تسبب في انفجار الكلوريد من الحاوية. ثم انتشر الغاز في جميع أنحاء الميناء مع فرار الناس.وبحسب الحاج حسن نائب رئيس سلطة موانئ منطقة العقبة، فإن «حبلًا حديديًا يحمل حاوية تحتوي على مادة سامة انقطع، مما أدى إلى سقوط المادة السامة وانتشارها». كانت السفينة تنتظر تحميل 20 حاوية إضافية بنسبة عالية من الكلور.
نشر التلفزيون الرسمي الأردني مقطع فيديو للحادث على تويتر

## الاصابات والوفيات
بلغ عدد الوفيات 14 والجرحى 265.

## الاستجابة
غاز الكلور سام للإنسان. عند استنشاقه وخلطه مع الرطوبة داخل جسم الإنسان، فإنه يتفاعل وينتج حمض هيبوكلوروس وحمض الهيدروكلوريك، وكلاهما يمكن أن يخلق جذورًا خالية من الأكسجين تكسر جدران الخلايا في الجهاز الرئوي، مما قد يؤدي إلى حدوث تهيج في ظل التعرض الخفيف، ولكن يمكن أن يكون له نفس السمية. تسبب وذمة رئوية ومتلازمة الضائقة التنفسية الحادة ومشاكل التنفس المزمنة ثم الموت
اخلي الميناء على الفور بينما عمل المسعفون الأوائل على تقديم الرعاية الطبية لعمال الرصيف المتضررين. ونقل الجرحى إلى مستشفيين حكوميين ومستشفى ميداني ومنشأة خاصة. وقال مدير صحة العقبة جمال عبيدات إن مستشفيات العقبة كانت ممتلئة وأن «المصابين في حالة متوسطة إلى حرجة».
على الرغم من أن الميناء كان بعيدًا عن المدينة، وحالت الرياح البطيئة دون انتشار الغاز، اتخذ مسؤول الصحة بالمدينة الحيطة والحذر وأمر السكان بإغلاق نوافذهم والبقاء في داخل البيوت. قطعت دوريات الشرطة الخارجية جميع الطرق المؤدية إلى العقبة. اغلق واخلي الشاطئ السياحي قريب، على بعد 7 كيلومترات (4.3 ميل) فقط من الميناء. كما اغلقت وحدات التخزين ومعالجة الحبوب بالميناء في الوقت المناسب لفحص المخزن بحثًا عن أي تلوث من غاز الكلور. وكان من المتوقع أن يعود باقي الميناء إلى العمليات بمجرد اعتباره آمنًا للعودة.

## ردود الأفعال الحكومية
- زار رئيس الوزراء بشر الخصاونة المستشفيات ووجه وزير الداخلية ببدأ تحقيق في الحادث.[16]